# Mot strömmen i svensk politik under 30 år
Mot strömmen i svensk politik under 30 år är en svensk bok skriven av Frank Baude, som gavs ut 2000. Boken är en historik över Kommunistiska Partiets (KPML(r)) och en självbiografi över hans egen tid som partiets ordförande. Boken går igenom hans 40 år i svensk vänsterpolitik.